# Томпсон, Ричард Лесли
Ри́чард Ле́сли То́мпсон (англ. Richard Leslie Thompson; также известен как Садапу́та Да́с(а); 4 февраля 1947, Бингемтон, Нью-Йорк — 18 сентября 2008, Гейнсвилл, Флорида) — американский учёный-математик, писатель, один из наиболее известных пропагандистов ведического креационизма; также занимался «изучением» «пси-явлений».
Автор семи книг на тему индуизма, археологии, эволюционной биологии, пуранической космологии, парадоксов времени и пространства. Соавтор (вместе с Майклом Кремо) псевдоархеологической и конспирологической книги «Запрещённая археология: неизвестная история человечества».
В 2006 году индийский историк науки Мира Нанда в индийском левом журнале Frontline назвала Томпсона и Кремо «интеллектуальной движущей силой ведического креационизма в Америке». Томпсон был одним из ведущих сотрудников Института Бхактиведанты с момента его основания в 1976 году и учеником основателя Международного общества сознания Кришны Бхактиведанты Свами Прабхупады (1896—1977).

## Биография
Ричард Томпсон родился в 1947 году в городе Бингемтон штата Нью-Йорк. В 1974 году, защитив диссертацию по теории вероятностей и статистической механике, он получил докторскую степень по математике в Корнеллском университете. В дальнейшем Томпсон занимался научно-исследовательской деятельностью в области квантовой физики и математической биологии в Бингемтонском университете, Кембриджском университете и Институте Ла-Хойя (не путать с известным Университетом Калифорнии Сан-Диего в Ла-Хойе) в Калифорнии.
В 1970-х годах Томпсон познакомился с кришнаитами. По воспоминаниям Джаядвайты Свами, в первый свой визит в храм Международного общества сознания Кришны в Бруклине молодой учёный: «забросал меня вопросами о сознании, „Бхагавад-гите“ и следствиях из уравнения Шрёдингера». В сентябре 1975 года Ричард Томпсон стал учеником Бхактиведанты Свами Прабхупады, получив от него духовное имя на санскрите Садапута Даса.
В 1976 году по инициативе Бхактиведанты Свами Прабхупады был создан Институт Бхактиведанты. В число учредителей Института вошёл также и Ричард Томпсон, который решил не только посвятить себя духовному развитию, но и заняться проблемами соотношения ведического и научного подходов. В последующие годы, Томпсон занимался вопросами археологии, эволюционной биологии, искусственного интеллекта, квантовой физики, пуранической космологии, парадоксов времени и пространства. Также он уделил внимание когнитивным и «физическим пси-явлениям»: ясновидение, телекинез, телепортация, НЛО, полтергейст и пр., стремясь подвести эти «явления» под «рациональную основу».
Хотя Томпсон в основном писал ненаучные работы, его публикации также выходили и в научных журналах. Это были технические статьи по математической статистике, оптике и автоматизированным системам.
В 1984 году Томпсон выступил инициатором начала работ, которые привели к написанию и публикации в 1993 году псевдоархеологической и конспирологической книги «Запрещенная археология».
В книге «Механистическая и немеханистическая наука» Томпсон рассмотрел механику зрительного восприятия, начиная с попадания света на сетчатку глаза и до его прохождения по оптическому нерву до клеток мозга. Томпсон предлагал рассматривать сознание как «немеханистическое явление, несводимое к синапсам, дендритам и нейротрансмиттерам». В своей последней книге «Майя, мир как виртуальная реальность», Томпсон «развивает концепцию физического мира как симулируемой установки». Томпсон также был автором семи фильмов, в которых он использовал 3-D графику и анимацию для презентации пуранической космологии и теории сознания.
Томпсон также активно занимался изучением пуранической космографии, воспринимаемой в науке как мифологическая картина мира. Томпсон позиционировал планеты в начале Кали-юги, сопоставил датировки древнеиндийского календаря с современными данными, сравнил диаметры планет, стремясь таким образом показать «научный характер» древнеиндийского текста по астрономии «Сурья-сиддханты» и «доказать легитимность ведической системы мироздания». Он также толковал 5-ю песню «Бхагавата-пураны», в которой представлена пураническая космология. Тем самым он исполнил желание Бхактиведанта Свами Прабхупады по расшифровке этой песни «Бхагавата-пураны». Томпсон сформулировал ведическую модель космоса, которую он условно назвал «канделябр».
Описание этой модели он представил в декабре 2007 года, менее чем за год до своей смерти, которая наступила 18 сентября 2008 года — он был найден мёртвым в плавательном бассейне у себя дома, в Гейнсвилле, Флорида. Смерть наступила в результате сердечного приступа.